# Bonnská úmluva
Bonnská úmluva, plným názvem Úmluva o ochraně stěhovavých druhů volně žijících živočichů, je mezinárodní dohoda, jejímž cílem je ochrana stěhovavých druhů podél jejich migračních tras a stanovišť. Nechrání pouze ptáky, ale i ryby, savce a bezobratlé, a to všude, kde se výskytují, tedy i místa, kde odpočívají na migračních cestách.
Smlouva bylo podepsána zástupci států zakládajících států v roce 1979 v západoněmeckém Bonnu (odtud běžné označení Bonnská úmluva). Dohoda vstoupila v platnost k 1. listopadu 1983.
V rámci Bonnské dohody byla mj. sjednána Dohoda o ochraně populací evropských netopýrů (EUROBATS) a Dohoda o ochraně africko-euroasijských stěhovavých vodních ptáků (AEWA).

## Principy dohody
Klíčové body shrnuje Článek 2, kde se píše, že „Strany uznávají důležitost ochrany stěhovavých druhů a důležitost dohody areálových států o tom, že za tím účelem podniknout akce, kdykoli to bude možné a vhodné“ a že „[strany] podniknou buď samy, nebo ve vzájemné spolupráci vhodné a nezbytné kroky k ochraně těchto druhů a jejich stanovišť.“
Úmluva se snaží o ochranu stěhovavých druhů a jejich stanovišť 3 základními způsoby:
1. Zajištěním přísné ochrany kriticky ohrožených druhů,
2. Podporou uzavírání dohod rozvíjejících spolupráci areálových států a zabezpečují ochranu konkrétního druhu či skupiny druhů,
3. Podporou společných výzkumných projektů zabývajících se stěhovavými druhy.

## Signatářské státy

Mapa signatářských států zobrazující:
Signatářské státy
Státy, které dohodu podepsaly, ale neratifikovaly
Zúčastňující se státy, které nepodepsaly dohodu

Česká republika podepsala a stala se smluvní stranou Bonnské úmluvy v roce 1994. Za naplňování zodpovídá Ministerstvo životního prostředí, do naplňování cílů jsou zapojeny nejen státní instituce, ale i nevládní neziskové organizace, např. Česká společnost ornitologická, Česká společnost pro ochranu netopýrů.